# Eva María Masías Avis
Eva María Masías Avis   (Fuente el Fresno, 1973) és una política espanyola del partit Ciutadans. Va ser alcaldessa de Ciudad Real (2021-2023).

## Biografia

### Primers anys
Va néixer al municipi de Fuente el Fresno el 1973, encara que es va criar a Ciudad Real. Té estudis en Farmàcia i ha treballat en el Col·legi de Farmacèutics de Jaén i com a tècnica d'elaboració a Industria Masavis. El 2014 va començar un negoci de productes gastronòmics a Ciudad Real.
Es destaca la seva participació activa en activitats socials i populars de Ciudad Real, sent triada Dulcinea de Ciudad Real el 2016.

### Alcaldessa de Ciudad Real
Eva María Masías es va presentar a les eleccions municipals de l'Ajuntament de Ciudad Real de 2019 pel partit Ciutadans. La llista taronja va obtenir tres regidors de vint-i-cinc.
Ciutadans va arribar a un acord amb el PSOE, que havia guanyat les eleccions, per a formar govern i alternar-se l'alcaldia, de manera que la candidata socialista i alcaldessa en aquest moment, Pilar Zamora, seguiria en el càrrec fins a la meitat de la legislatura perquè després Eva Masías ocupés aquest càrrec.
El 18 de juny de 2021, Eva María Masías va prendre possessió com a alcaldessa de Ciudad Real.